# Glen Johnson (cầu thủ bóng đá, sinh năm 1952)
Glen Johnson (sinh ngày 7 tháng 3 năm 1952) là một cựu cầu thủ bóng đá người Anh thi đấu ở Football League cho Aldershot, Doncaster Rovers và Walsall.